# Shapov
Alexander Shapovalov, född 28 januari 1989 i Smolensk, är en rysk DJ och producent. 

## Biografi
Alexander började producera musik när han var 16 år gammal. Några av hans mest populära låtar är "Here We Go", "Quasar", som användes som soundtrack till filmen Fast and Furious 6 och låten Rasputin som spelades av Swedish House Mafia på musikfestivaler. Alexander har uppträtt på många festivaler, varav några är Ultra Music Festival, Tomorrowland, Electric Daisy Carnival, Sensation, Electric Zoo och Global Gathering.
Under 2018 arbetade Shapov tillsammans med Armin van Buuren på flera låtar. Låten "The Last Dancer" släpptes först och många DJs spelade deras låt på huvudscenen på Ultra Music Festival i Miami. Kort därefter släppte de låten "Our Origin", som Armin van Buuren debuterade på sin spelning under Tomorrowland.. Båda låtarna släpptes av skivbolaget Armind, som van Buuren äger.

## Diskografi

### 2019
- Our Origin

### 2018
- La Résistance de L'Amour
- The Last Dancer
- Alternate

### 2017
- The Way
- We Are Stars (Shapov Remix)
- Breathing Deeper
- Some People
- More Than Love
- Analogue Soul

### 2016
- Beats Do Work
- Belong
- Future Rave
- Don't Threaten Me With A Good Time (Shapov Remix)

### 2015
- SummerThing! (Shapov vs M.E.G. & N.E.R.A.K. Remix)
- Paradigm (Shapov Remix)
- Our World
- Runic
- Vavilon
- Everybody
- Dream About It
- Party People
- Disco Tufli